# Alekseï Savrassenko
Alekseï Dmitrievitch Savrassenko (en russe : Алексей Дмитриевич Саврасенко) ou Alexis Amanatidis, né le 28 février 1979, est un joueur professionnel de basket-ball. Il possède la double nationalité russe et grecque.

## Biographie
Savrassenko prend sa retraite à la fin de la saison 2012-2013. Une cérémonie se tient en son honneur à la mi-temps d'une rencontre d'Euroligue entre le CSKA et le Lokomotiv Kouban-Krasnodar en février 2014,.

## Palmarès

### Club
- Vainqueur de l'Euroligue 1997, 2006, 2008
- Finaliste de l'Euroligue en 2007
- Champion de Russie 2003, 2004, 2005, 2006, 2007, 2008
- Vainqueur de la Coupe de Russie 2005, 2006, 2007
- Champion de Grèce 1996, 1997
- Vainqueur de la coupe de Grèce 1997, 2002
- Vainqueur de la VTB United League 2011
- Vainqueur de l'EuroCoupe 2012

### Sélection nationale
Championnat du monde
- 10e du Championnat du monde 2002 à Indianapolis, États-Unis

Championnat d'Europe
- Médaille d'or du Championnat d'Europe 2007 en Espagne
- 8e du Championnat d'Europe 2005 en Serbie
- 8e du Championnat d'Europe 2003 en Suède
- 5e du Championnat d'Europe 2001 en Turquie

### Distinction personnelle
- Meilleur joueur de la coupe de Russie en 2006-2007.